# Moteurs, Action!
Moteurs... Action! Stunt Show Spectacular est un spectacle de cascades automobiles et motos qui a été créé pour l'ouverture du parc Walt Disney Studios (en France) puis a été repris cinq ans plus tard par le parc Disney's Hollywood Studios (en Floride) sous le titre Light, Motors, Action! Extreme Stunt Show.

## L'histoire

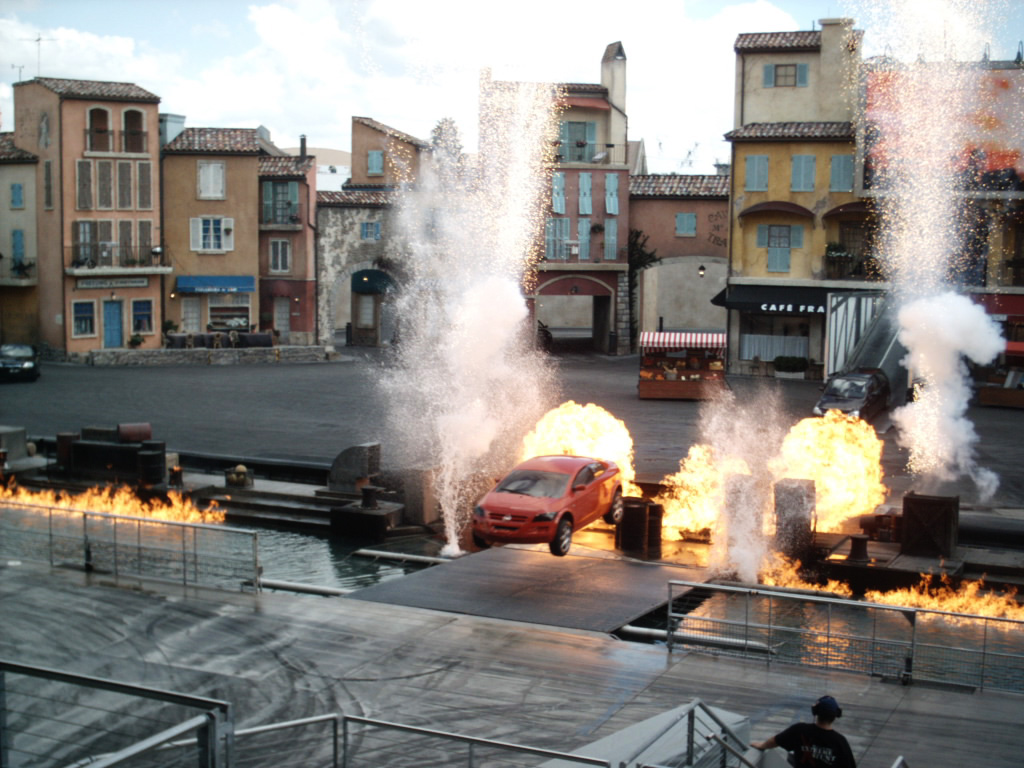
La cascade finale du spectacle.

Les spectateurs assistent et participent à la mise en scène et au tournage des cascades, particulièrement impressionnantes, d'un film imaginaire.
Le décor, inspiré de Villefranche-Sur-Mer situe le film dans un petit village du sud de la France.
Le spectacle se découpe en plusieurs tableaux distincts :
1. Avant le début officiel du spectacle, le public assiste à une démonstration d’acrobatie sur moto réalisée par un cascadeur. L'entrée du public est encore possible.
2. La bande-annonce du film Cars 3 est projetée sur l’écran géant puis la star du jour Flash Mcqueen des films Pixar Cars fait son apparition sur le plateau afin de saluer le public.
3. Un assistant-réalisateur rentre en scène et donne le top départ du spectacle qui commence par un montage de plusieurs scènes d'actions de voitures sur l'écran géant. Une fois les décors de la scène en place et l'équipe de réalisation en sécurité, un Ballet Voiture endiablé est lancé. Il s'ensuit diverses cascades en tout genre, dont le clou est la conduite en marche arrière et des sauts sur tremplin.
4. Le tableau suivant voit l'arrivée de deux camions ; d'un petit marché de campagne et de plusieurs décors mobiles. Pendant ce temps, l’assistant-réalisateur revient en scène et choisi dans les gradins une personne du public afin de conduire une des voitures du spectacle.
5. La scène suivante nommée « Vilains Blockade » met en scène les voitures des méchants avançant sur leurs deux roues latérales. La scène se conclut par la voiture du héros qui traverse deux camions pour faire un très grand saut et retombe sur un airbag géant.
6. Vient ensuite le Ballet Moto dans laquelle le héros à bord d'une moto traverse la vitrine d'un magasin et se conclut par un des méchants qui traverse un mur de feu et s'embrase devant les visiteurs.
7. Dernier tableau, la personne choisie dans le public conduit une des voitures de cascades à l'aide d'une télécommande. Une fois terminé, les visiteurs découvrent le montage final des scènes d'action tournées auparavant. C'est alors que la voiture du héros traverse littéralement le décor et franchi les barrières des gradins sous un déluge d'explosions et feu d'artifice.

## Les anecdotes
- Rémy Julienne a créé le concept.
- Dominique Julienne a coordonné la formation des cascadeurs, la construction des véhicules, la mise au point des cascades et la mise en scène en (collaboration avec John De Santis).
- Les décorateurs du spectacle se sont inspirés du village de Villefranche-sur-Mer dans le sud de la France.
- Les voitures des méchants (noires) sont issues de la gamme Corsa de chez Opel mais en apparence uniquement. Les voitures du héros (rouge) ont été créées spécialement pour le spectacle sur la base de l'Opel Tigra, en association avec les Imagineers.
- De tous les spectacles de Disneyland Paris, c'est celui qui peut accueillir le plus grand nombre de spectateurs par représentations : 3200 personnes.
- De 2002 à 2011, c'était Choupette la voiture Coccinelle des films du même nom qui faisait une apparition en public : après un montage de plusieurs extraits de ses films, la voiture éponyme venait sur scène puis partait en direction des gradins pour être photographiée. En partant, elle faisait un détour sous la tribune centrale mais subissait un malheureux accident, la coupant en deux et se séparant de part et d'autre des gradins.

## À travers le monde

### Walt Disney Studios
L'attraction est située au sud du parc juste à côté de Rock 'n' Roller Coaster.
- Ouverture : 16 mars 2002 (avec le parc)
- Arrêt : Moteurs, Action! a eu sa dernière représentation le 13 mars 2020 en même temps que la fermeture du parc français au cause de la pandémie de Covid 19.
- Disneyland a ensuite effectué des petits travaux pour le spectacle Jungle Book Jive qui était prévu du 20 juin au 13 septembre pendant la saison du Roi Lion[1]. Ce spectacle n'a jamais vu jour à cause de la pandémie de Covid-19.
- Après la réouverture du parc, Moteurs, Action! est resté fermé et a été définitivement supprimé.
- L'attraction a ensuite été remplacée par un autre spectacle "Alice et la Reine de Cœur : Retour au pays des merveilles" qui a ouvert ses portes au public le 25 mai 2024.
- Durée : 40 min
- Capacité des gradins : 3 200 personnes[2]
- Partenaire : Opel (jusqu'en 2006)
- Situation : 48° 51′ 53″ N, 2° 46′ 42″ E

### Disney's Hollywood Studios
Le parc américain a été grandement remanié à partir de 2003 pour accueillir l'attraction.
- Ouverture : 5 mai 2005[3]
- Arrêt : 2 avril 2016[4]
- Durée : 35 min.
- Superficie de l'attraction : 16 444 m2
- Capacité des gradins : 5 000 places[5]
- Partenaire : Brawny/Georgia Pacific
- FastPass de 2005 à 2008[6]
- Situation : 28° 21′ 14″ N, 81° 33′ 43″ O